# Stabilimenti Billard & Cie

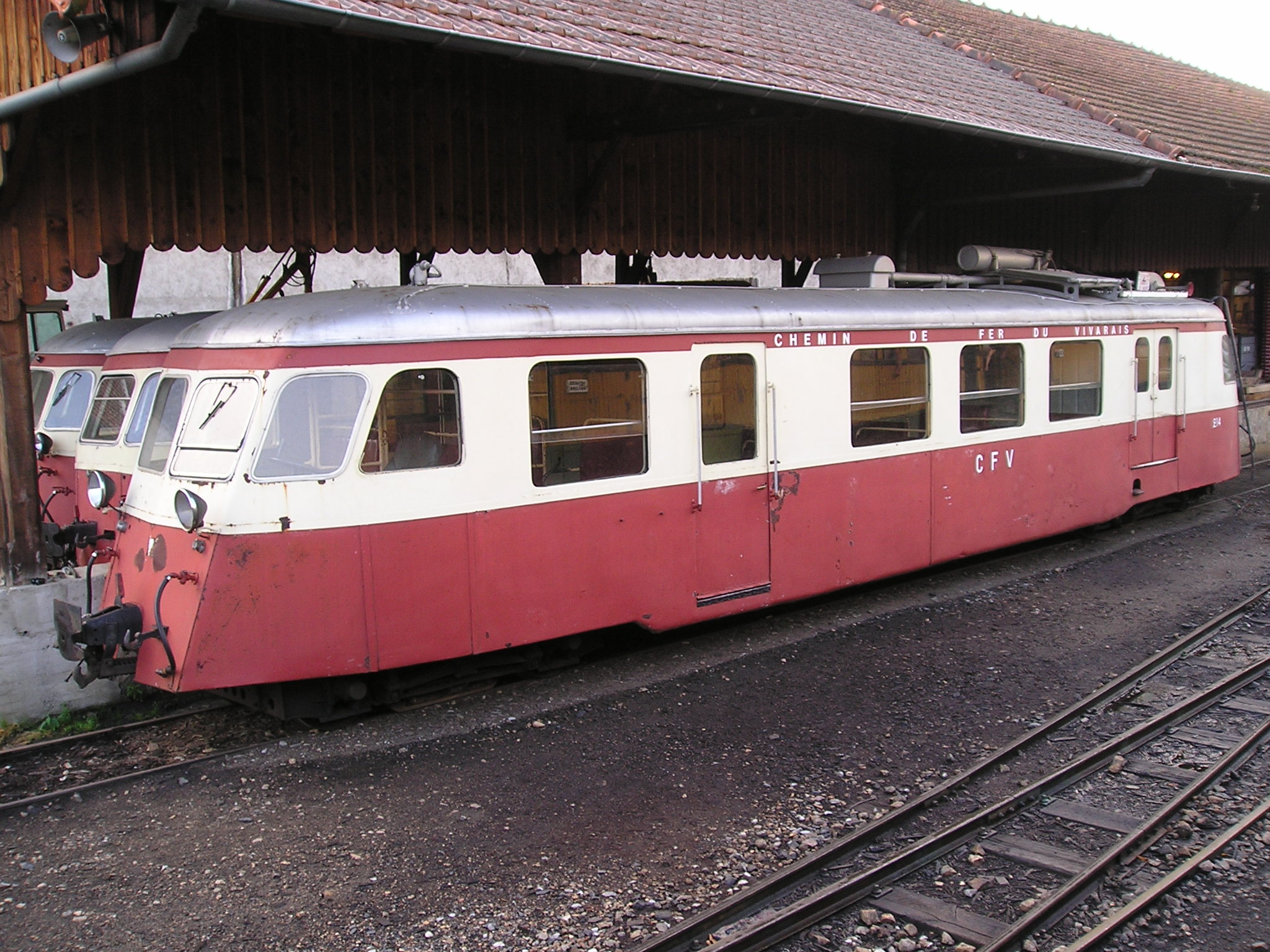
Automotrice 214 preservata per la Ferrovia del Vivarais

Gli Stabilimenti Billard & Cie sono stati un'impresa francese di costruzione di rotabili ferroviari con sede a Tours. Erano particolarmente specializzati nella costruzione di automotrici leggere e di rotabili a scartamento ridotto; hanno cessato l'attività nel 1965 trasformandosi successivamente in Socofer.

## Produzione

### Automotrici

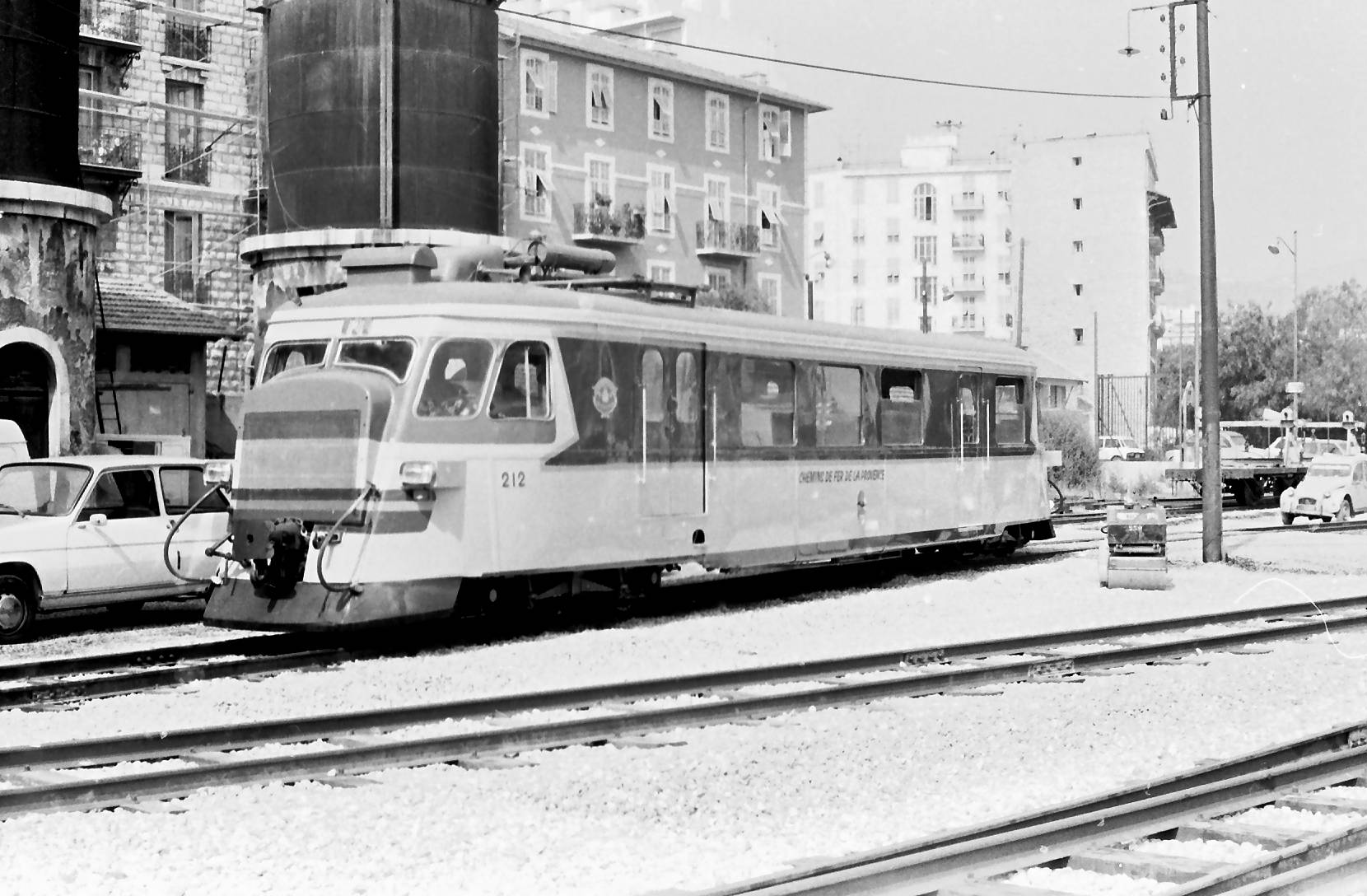
Automotrice 212 (scartamento metrico) delle Ferrovie della Provenza al terminale di Nizza nel luglio 1983

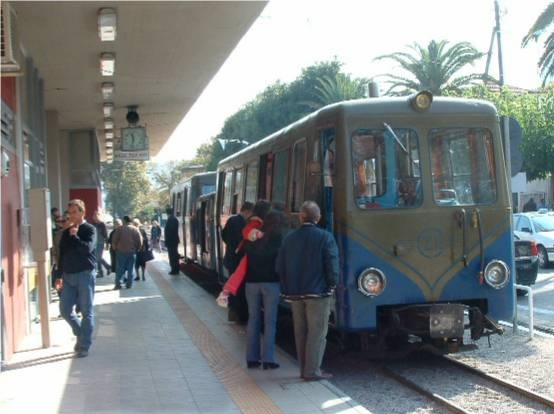
rotabili Billard della ferrovia greca Diakopto-Kalavryta a scartamento ridotto 750 mm

Realizzate per servizi di interesse locale nei tipi:
- A 80D,
- A 135D,
- A 150D,
- A 210D,

per varie società e reti:
- Rete della Compagnie des chemins de fer départementaux (CFD)
  - Ferrovie della Corsica,
  - Ferrovia del Vivarais ,
  - Indre et Loire,
  - Seine-et-Marne.
- Compagnia dei Tramways d'Ille-et-Vilaine,
- Reti d'oltremare: 
  - Madagascar
  - La Réunion
- ex Africa Occidentale Francese:
  - Chemin de fer du Dakar-Niger
  - Dahomey
- Etiopia:
  - per la Compagnie du Chemin de fer franco-éthiopien nel 1964  automotrici da 550 CV, per la linea Djibouti - Addis-Abeba[1].

Per vari stati europei
- Grecia per la ferrovia Diakopto-Kalavryta
- Spagna:
  - Una Micheline costruita negli anni 30,per le PO
  - Tre automotrice a cassa lunga e carrelli per la Compagnie des chemins de fer secondaires du Nord-Est.
  - Una serie di automotrici a due assi realizzate per la CFD e la SNCF tra 1949-50
  - Una serie di automotrici FNC per la SNCF

La solidità dei materiali e la semplicità della costruzione me hanno permesso la sopravvivenza fino ai nostri giorni.

### Draisine

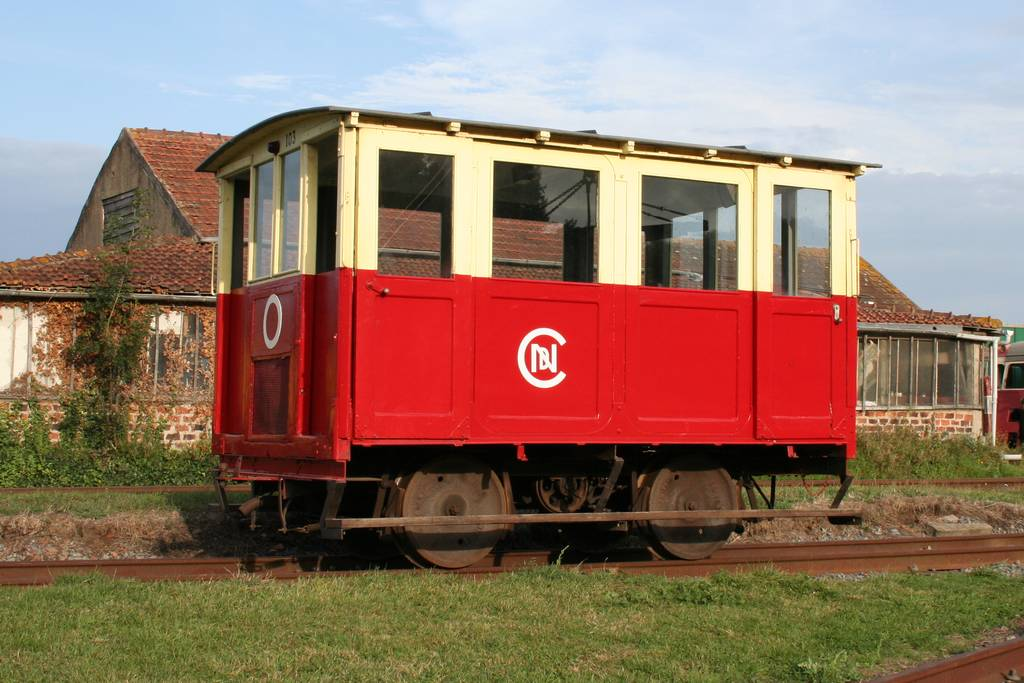
Una draisina Billard del Réseau Breton preservata

- Fornite sia a compagnie secondarie che alle SNCF.

### Locotrattori
Tipo:
- T50
- T75D
- T75P
- T75G

Forniture ferroviarie militari  e una serie, la Y 7100, per la SNCF.

## Materiale Billard preservato

### Locotrattori
- tipo T 50

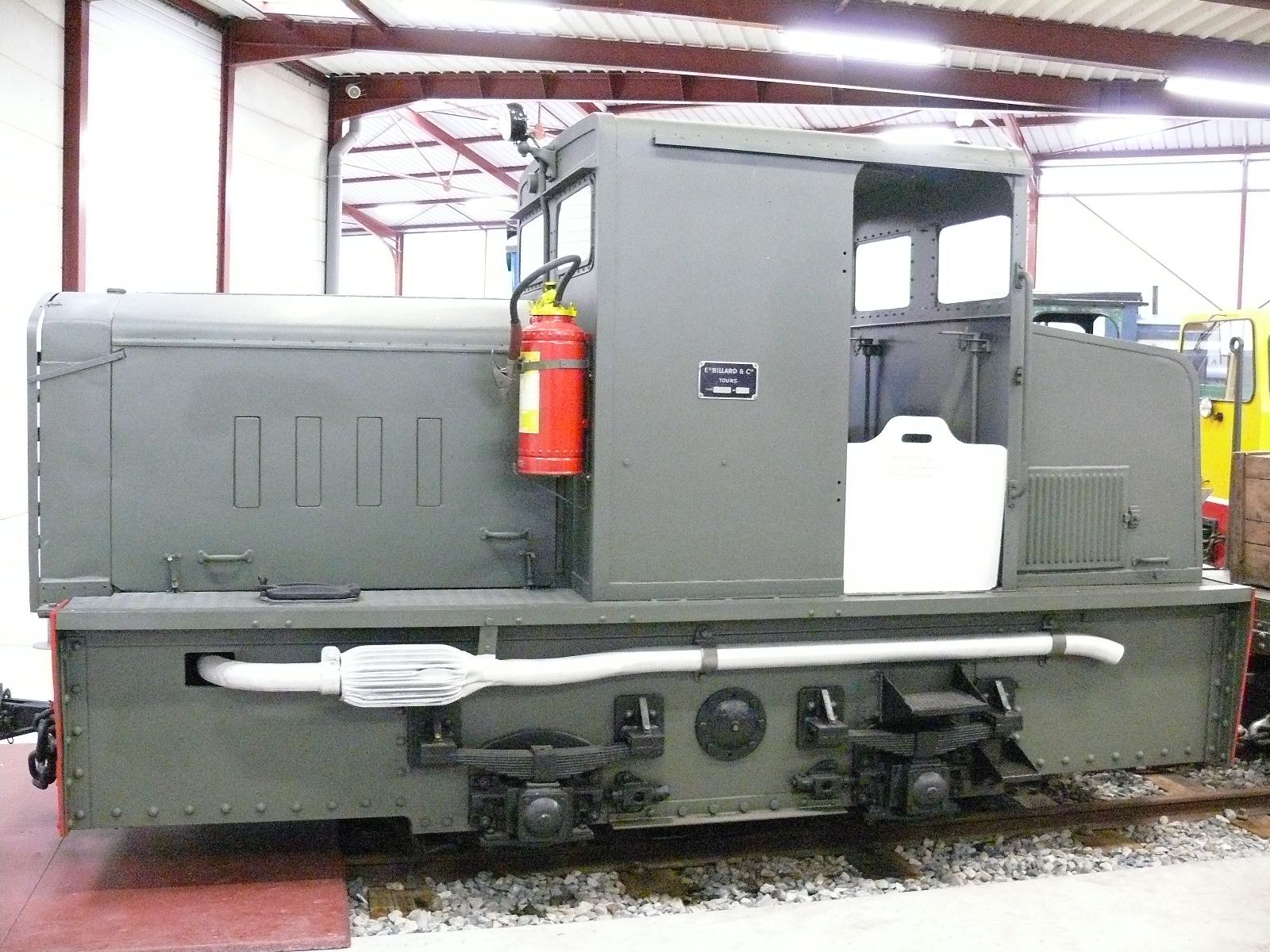
Locotrattore T75G N°232 preservato al museo APPEVA della(Chemin de fer de la Haute Somme) a scartamento 600 mm

- tipo T 75, in diverse varianti (prototipo, esemplari militari) sul Tacot des Lacs, nel Train Touristique de Saint Trojan all'APPEVA e nella Chemin de fer touristique du Tarn .
- tipo T 100,

### Automotrici a scartamento metrico
tipo A 150D
- X153 , Portes les Valence .

tipo A 150D
- 212, Ferrovie della Provenza
- 213, Ferrovie della Provenza
- 214, Ferrovia del Vivarais.

tipo A 80D
- 313,  Voies Ferrées du Velay
- 314, Ferrovia del Vivarais
- 315  Voies Ferrées du Velay
- 316  Ferrovia del Vivarais
- 513  Ferrovie della Corsica.

tipo A 150D2 Articolata
- 222  Voies Ferrées du Velay.

### Rimorchi R 210
- 3,  Ferrovia del Vivarais
- 5 , Musée des tramways à vapeur et des chemins de fer secondaires français ex automotrice AM 20 del TIV
- 7,  Voies Ferrées du Velay
- 11, Ferrovia del Vivarais
- 22, Ferrovia del Vivarais

## A scartamento normale tipo A 75D
- X901, Chemin de fer touristique de la Sarthe ex ferrovia Mamers-Saint Calais
- X902, Trains à vapeur de Touraine con un rimorchio

## Rotabili trasformati o ammodernati

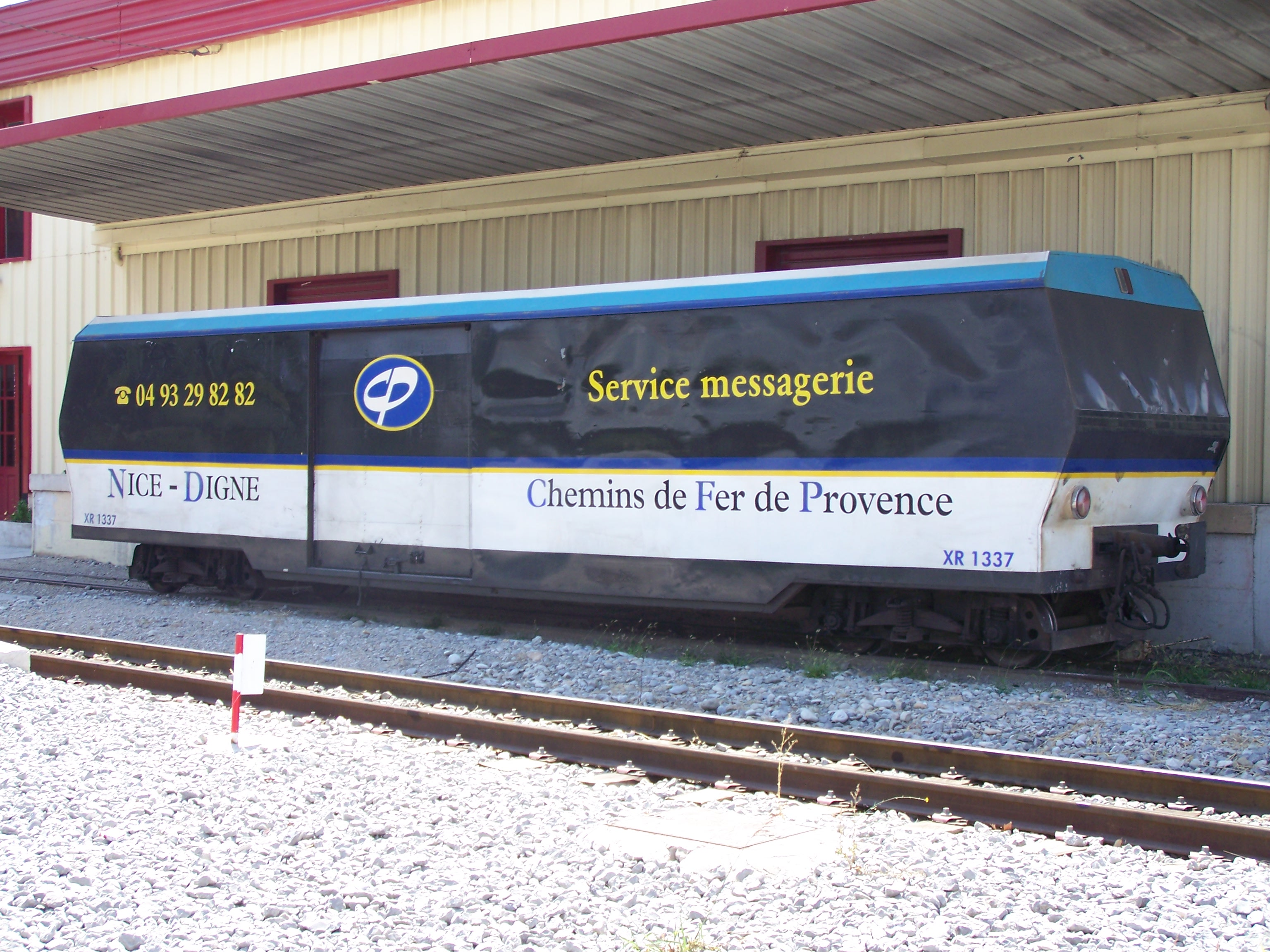
rimorchio X 1337, Ferrovie della Provenza, trasformato ad uso messaggeria

- XR  1331 (Ferrovie della Provenza), ex RL1, origine CP, modificato
- XRD 1333 (Ferrovie della Provenza), ex RL3, origine CP, modificato
- XRD 1337 (Ferrovie della Provenza), ex RL7, origine CFD Vivarais 33, modificato
- XR 113  (Ferrovie della Corsica) ex automotrice A 150 D1, N°113, modificato
- XR 104  (Ferrovie della Corsica) ex automotrice A 210 D1, N°105, modificato
- XR 105  (Ferrovie della Corsica) ex automotrice A 210 D1, N°106, modificato
- XRD 242 (Ferrovie della Corsica) ex automotrice A 80 D, N°32, origine CFD Charentes
- XR 526 (Ferrovie della Corsica) ex automotrice A 150 D2, N°526, origine Tramways d'Ile et Vilaine

## Galleria d'immagini

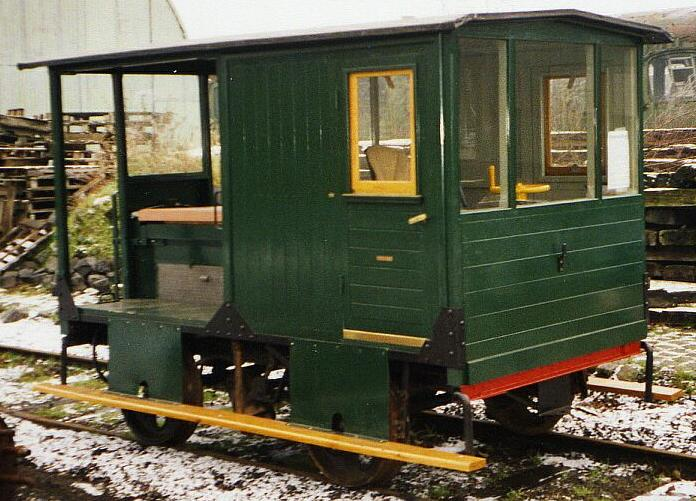
Draisina Billard, preservata in Belgio
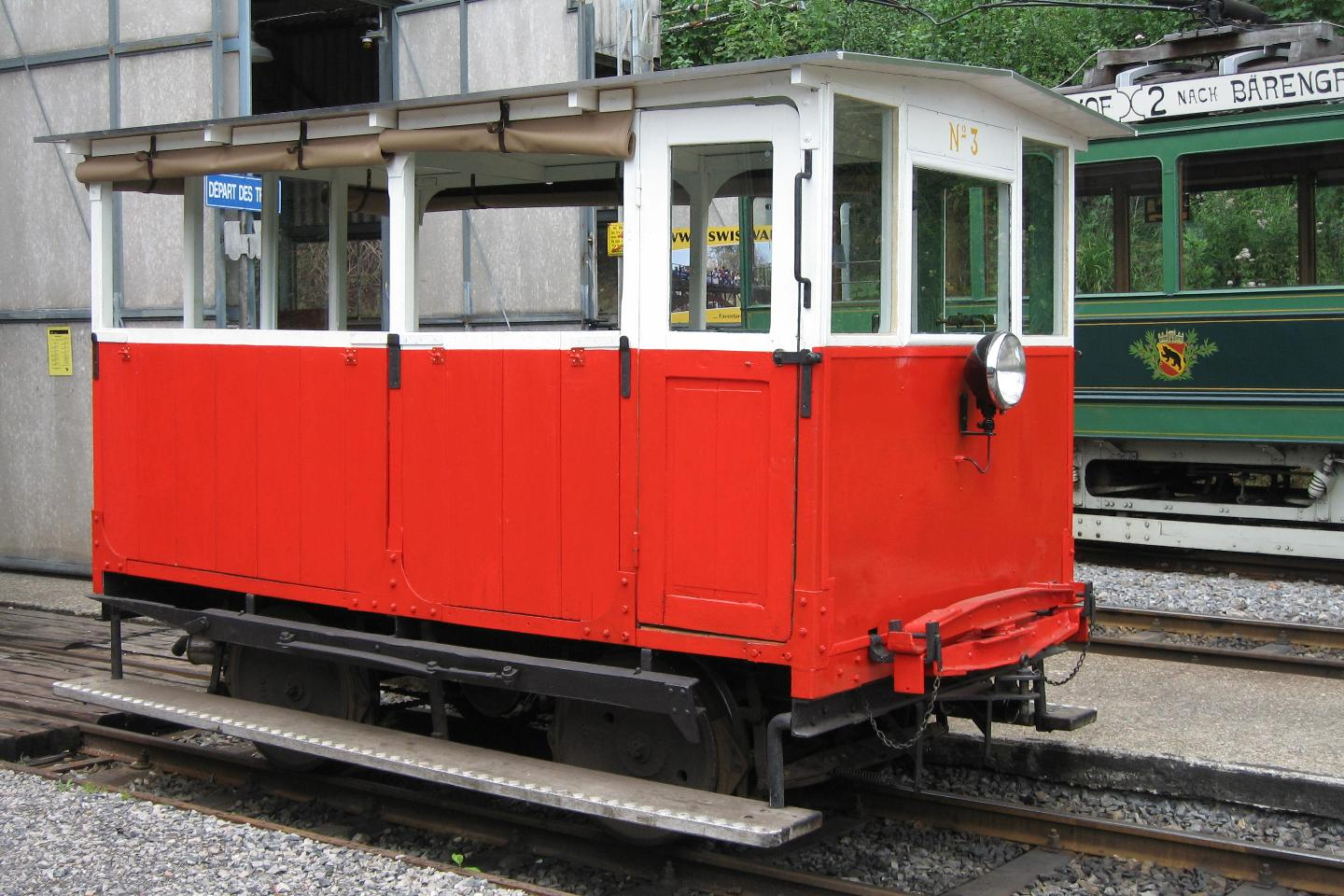
Draisine Billard n° 3 della Réseau breton, preservato in Svizzera
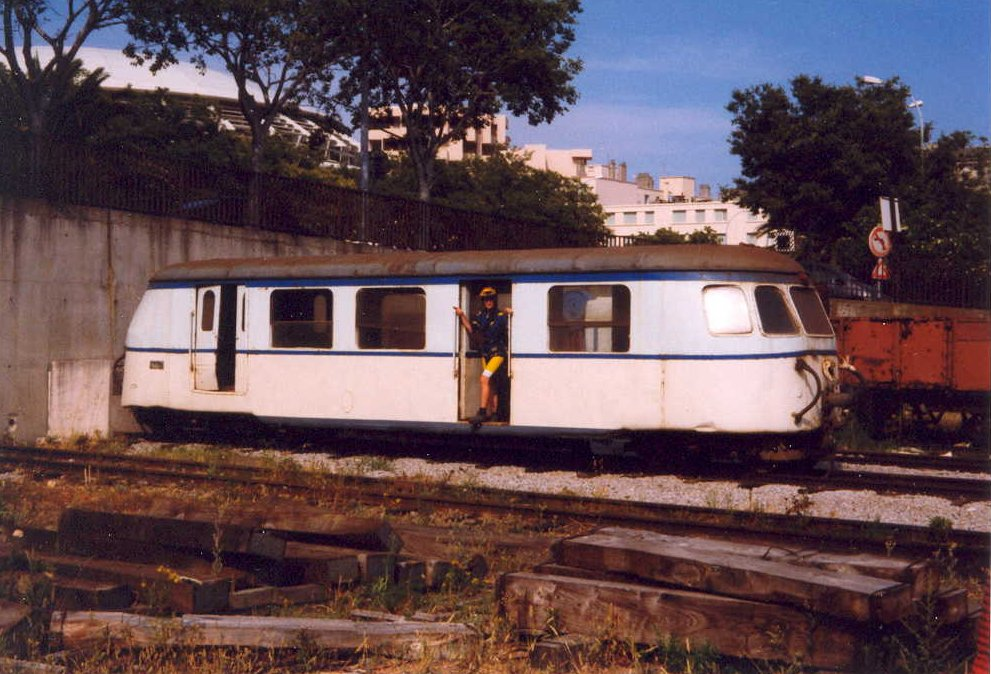
Rimorchio XRD 242 delle Ferrovie della Corsica
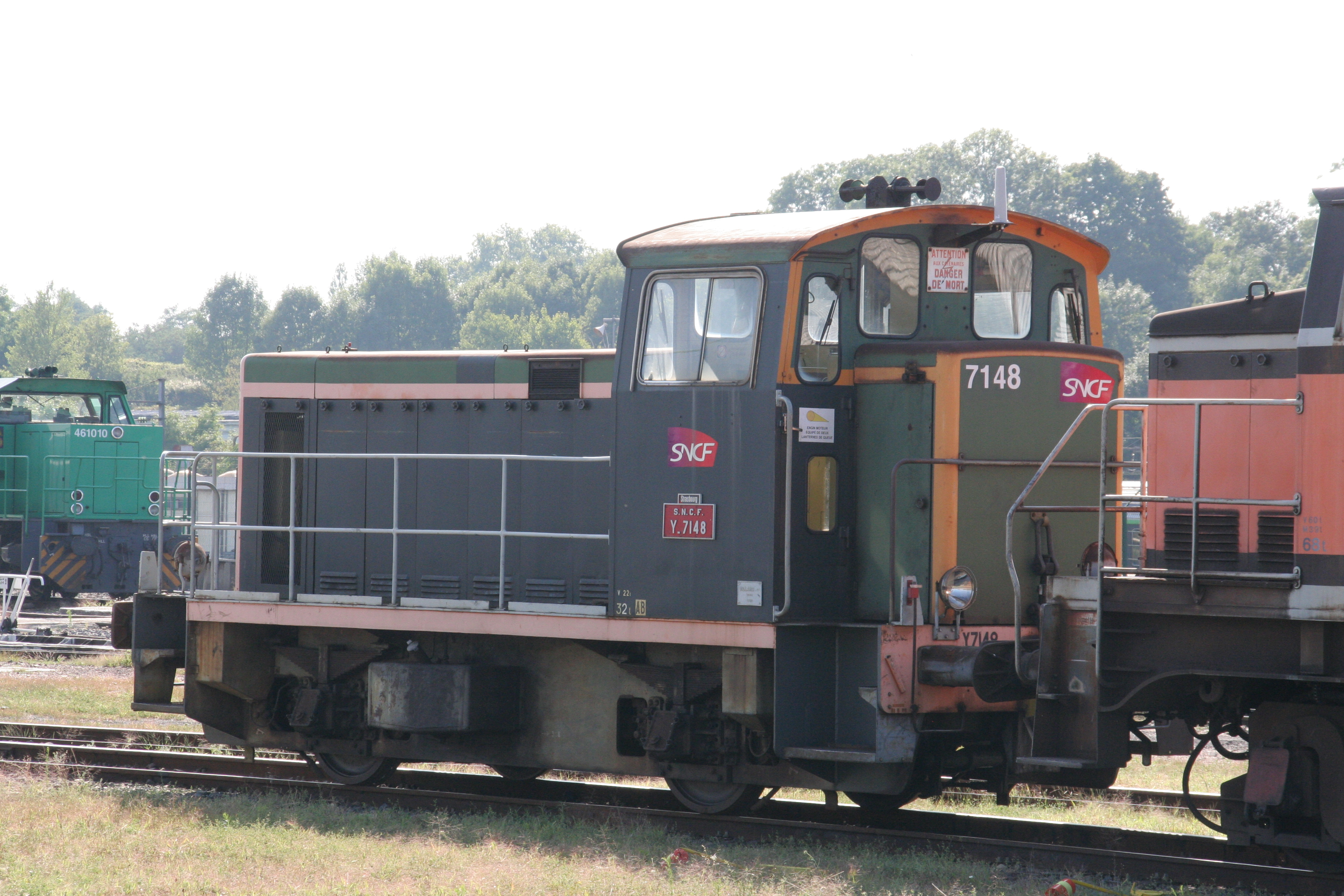
Locomotiva da manovra delle SNCF